# Gimnosofistas

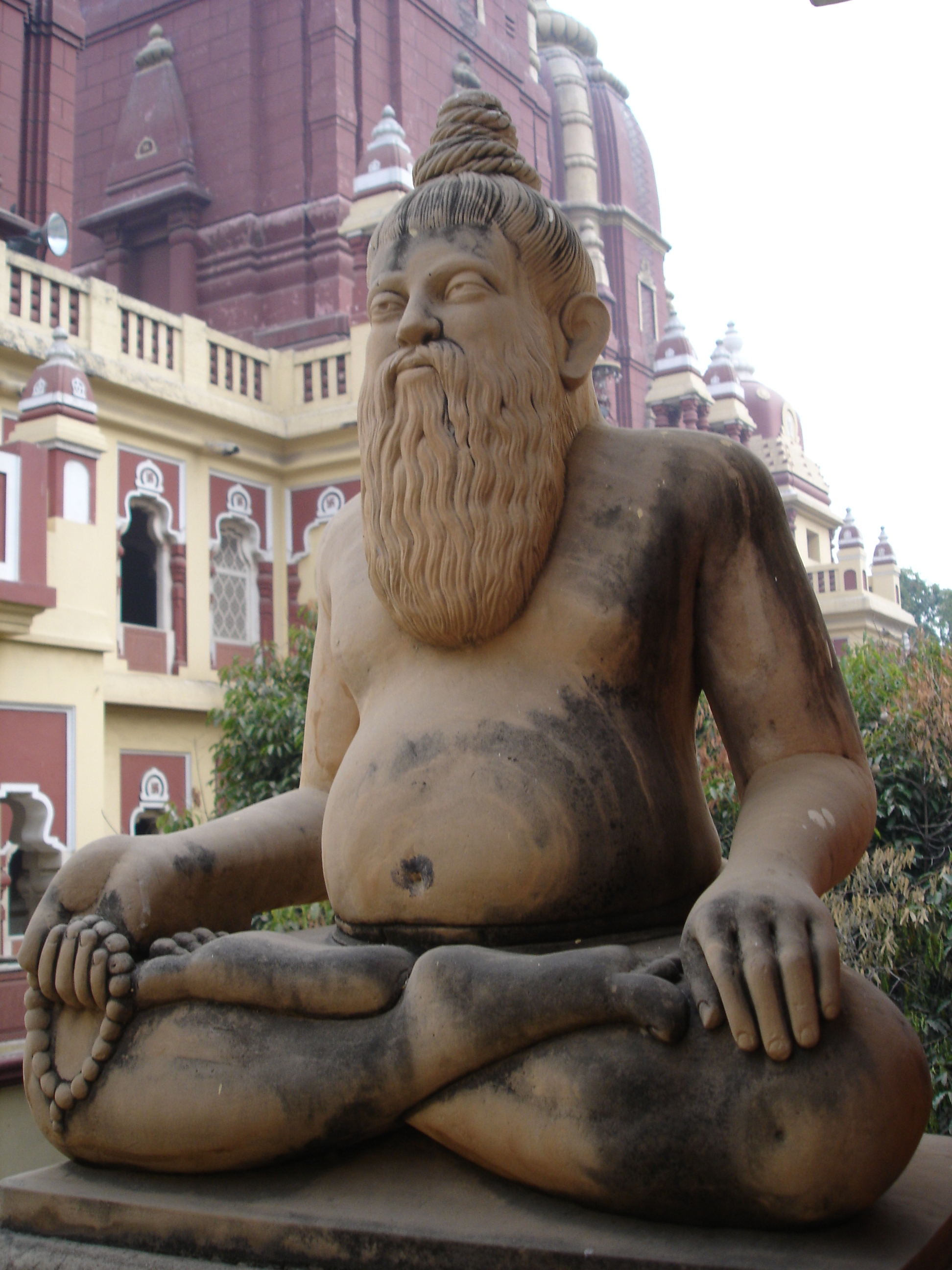
Escultura de un yogui en el Templo Laxmi Narayan.

Gimnosofista (γυμνοσοφισταί, gymnosophistai, "filósofos desnudos") es el nombre dado por los antiguos griegos a ciertos místicos y filósofos ascéticos de la India, los cuales rechazaban la comida, la carne y la ropa por ser enemigos de la pureza de pensamiento. Las crónicas les consideran los homólogos indios de los magos persas, los astrólogos caldeos o los druidas celtas, y es común que a importantes figuras helénicas como Licurgo, Pitágoras o Demócrito se les atribuya haber viajado a la India y aprendido de ellos. Cobran una especial importancia en las fuentes durante la campaña india de Alejandro Magno, que mantuvo estrecho contacto con estos místicos, lo que influyó especialmente a uno de sus filósofos, Pirrón.
Se les considera con toda probabilidad exponentes del ascetismo indio o sramana, aunque existe debate sobre a qué escuela de pensamiento indio pertenecerían los gimnosofistas, especulándose con jainas, budistas, ajivikas o una mezcla de todos ellos.

## Gimnosofistas en las fuentes
El término fue usado por primera vez por Plutarco en el primer siglo de nuestra era, cuando describió el encuentro de Alejandro Magno con diez gimnosofistas que habían hecho rebelarse al rey Sabas (presumiblemente Sambu, de la región hoy conocida como Sind). Antes de ese hecho, los filósofos griegos llamaban a sus iguales de la India como "Brahmanes":

LXIV. Vinieron a su poder diez de los filósofos gimnosofistas, aquellos que con sus persuasiones habían contribuido más a que Sabas se rebelase y que mayores males habían causado a los Macedonios. Como tuviesen fama de que eran muy hábiles en dar respuestas breves y concisas, les propuso ciertas preguntas oscuras, diciendo que primero daría la muerte al que peor respondiese, y así después, por orden, a los demás, obligando al más anciano que juzgase. Preguntó al primero si eran más en su opinión los vivos o los muertos, y dijo que los vivos, porque los muertos ya no eran. Al segundo, cuál cría mayores bestias, la tierra o el mar, y dijo que la tierra, porque el mar hacía parte de ella. Al tercero, cuál es el animal más astuto, y respondió: “Aquel que el hombre no ha conocido todavía”. Preguntando al cuarto con qué objeto había hecho que Sabas se rebelase, respondió: “Con el deseo de que viviera bien o muriera malamente”. Siendo preguntado el quinto cuál le parecía que había sido hecho primero, el día o la noche, respondió que el día precedió a ésta en un día, y añadió, viendo que el rey mostraba maravillarse, que siendo enigmáticas las preguntas era preciso que también lo fuesen las respuestas. Mudando, pues, de método, preguntó al sexto cómo lograría ser uno el más amado entre los hombres, y respondió: “Si siendo el más poderoso no se hiciese temer”. De los demás, preguntando uno cómo podría cualquiera, de hombre, hacerse dios, dijo: “Si hiciese cosas que al hombre es imposible hacer” y preguntado otro de la vida y la muerte cuál podía más, respondió que la vida, pues que podía soportar tantos males. Preguntado el último hasta cuándo le estaría bien al hombre el vivir, respondió: “Hasta que no tenga por mejor la muerte que la vida”. Convirtióse entonces al juez, mandándole que pronunciase; y diciendo éste que habían respondido a cuál peor, repuso Alejandro: “Pues tú morirás el primero juzgando de esa manera”; a lo que le replicó: “No hay tal ¡oh rey! a no ser que te contradigas, habiendo dicho que moriría el primero el que peor hubiese respondido”.

LXV. Dejó, pues, ir libres a éstos, habiéndoles hecho presentes [...]
Plutarco, Vida de Alejandro, LXIV-LXV a.i., traducción de Wikisource

La agudeza en juego es un dilema del mentiroso. Al haber dictaminado el juez que la calidad de las respuestas de los sabios avanza en orden descendente, eso vuelve la suya propia la peor de todas, y por tanto le condena a morir el primero, como Alejandro señala; pero si Alejandro le condena, estará dando la razón al juicio del sabio y convirtiéndolo en base de su veredicto final, por lo que lógicamente no podrá considerarlo la peor respuesta del certamen. La sabiduría de los gimnosofistas queda así certificada.
Diógenes Laercio también hace alusión a ellos, y reporta que se decía de Demócrito que les había conocido:

Demetrio, en sus Colombroños y Antístenes en  las Sucesiones, dicen que fue a Egipto a aprender la Geometría, a los Caldeos de Persia y al Mar Rojo. Aun hay quien dice que también estuvo en la India con los Gimnosofistas [...]
Diógenes Laercio, Vida de los Filósofos, IX, Demócrito, 1, traducción de José Ortiz y Sanz, Imprenta Real, 1792

.
Igualmente, reporta que el escéptico Pirrón de Elis, fue influenciado por los Gimnosofistas mientras viajaba a la India con Alejandro Magno, y que a su regreso a Elis, imitó sus hábitos.

Pirro Eliense , fue hijo de Plistarco; lo que también escribe Diocles como dice Apolodoro en sus Cronicas. Primero fue Pintor; y luego
se hizo discipulo de Druson I hijo de Stilpon, según Alexandro en las Succesiones. Después lo fue de Anaxárco y siempre tan unido á él que anduvo en su compañía á los Gimnosofistas de la India. 

Antígono Caristio en la Vida de Pirro, dice de él: Que al principio fue desconocido, pobre y Pintor; y que en el Gimnasio de Elide se conservan de él los Lamparistas, pintura de un medro mediano. Que unas veces iba divagando, y otras se estaba solo, dexandose ver apenas ni aun de sus domesticos. Que hacía esto por haber oido á un Indio que acusaba á Anaxárco de que á nadie ensefiaba á ser bueno [...]
Diógenes Laercio, Vida de los Filósofos, IX, Pirro, 1-2, traducción de José Ortiz y Sanz, Imprenta Real, 1792

.
Estrabón declaró que los gimnosofistas eran personas religiosas en la India (XVI,I), y divide a los filósofos de esa región en Brahmanes y Sramanas (XV,I,59-60) siguiendo los relatos de Megástenes. Estrabón dividió después a los Sramanas en "Hylobioi" y "Físicos".

De los Sramanes, los más honorables, dice, son los Hylobii, quienes viven en los bosques y subsisten de plantas y frutos silvestres: utilizan ropa hecha con la corteza de árboles y se abstienen de comerciar con mujeres y con vino.
Estrabón XV, I, 60

De los Sramandes (...) seguidos en honor a los Hylobii, están los físicos, por sus aplicaciones de la filosofía en el estudio de la naturaleza del hombre. Son de costumbres humildes, pero no viven en el bosque, y viven alimentándose de harina y arroz, lo que todos les dan si lo piden (...). Ambos grupos practican la fortaleza y la resistencia al dolor y al sufrimiento, así que pueden permanecer el día completo en la misma posición todo el día en la misma postura, sin moverse.
Estrabón XV, I, 60

Estrabón narra también el encuentro de los gimnosogistas con Alejandro, que envió al filósofo cínico Onesícrito a conversar con ellos.

Dice Onesícrito que él mismo fue enviado a conversar con estos sofistas, ya que Alejandro había oído que vivían desnudos y consagrados a la resistencia de sus cuerpos, y que se les tenía en gran estima, y que no visitaban a los que les invitaban, sino que les ccompelían a visitarles a ellos si deseaban participar en algo de que lo que decían o hacían. Siendo el caso, y ya que Alejandro no tuvo a bien visitarles u obligarles a actuar contra su voluntad o contra sus costumbres ancestrales, le envió a él. Encontró a quince hombres a una distancia de veinte estadios de la ciudad, todos en diferentes posturas, ya fuera de pie, sentados o tumbados desnudos e inmóviles hasta la tarde, cuando regresaban a la ciudad.
Estrabón XV, I, 63

En el siglo II, el teólogo cristiano Clemente de Alejandría distingue a los Gimnosofistas, los filósofos de la India, de los Sramanas, "los filósofos de Bactriana":

La filosofía, entonces, con sus avances para el hombre, floreció entre los bárbaros, difundiendo su luz entre los gentiles, y finalmente entró en Grecia. Sus hierofantes fueron los profetas entre los egipcios, los caldeos entre los asirios, los druidas entre los gálatas, los Sramana de los bactrianos, y los filósofos de los Celtas, los Magos entre los persas, quienes, como saben, anunciaron de antemano el nacimiento del Salvador, guiados por una estrella hasta que llegaron a Judea, y entre los indios los Gimosofistas y otros filósofos de las naciones bárbaras
Clemente de Alejandría Stromata 1.15.71 (ed. Colon. 1688 p. 305, A, B)

## Gimnosofistas etíopes
Algunas crónicas tardías, así como obras influidas por ellas, como Don Quijote de la Mancha, nombran peculiarmente a gimnosofistas en África, específicamente en Etiopía y el norte de Egipto, diferenciándolos de esta manera de los brahmanes indios. Esta conexión geográfica se da por primera vez en la Vida de Apolonio de Tiana de Filóstrato, que habla del filósofo homónimo visitando a los gimnosofistas en Etiopía, y más tarde la sigue Jerónimo. El humanista español del siglo XVI Juan Luis Vives abordó esta anomalía, recogiendo una tradición fantástica por la que multitud de gimnosofistas indios se habrían desplazado por mar hasta África escoltados por un ejército.

## Identificación
Existe la creencia de que se tratarían de ascetas de la secta digambar del jainismo que aún hoy pueden verse desnudos en la India. Estos filósofos habrían también influido en la filosofía escéptica griega al mostrar la doctrina jainista del anekantavada, en especial del syādvāda